# جوجه گوشتی

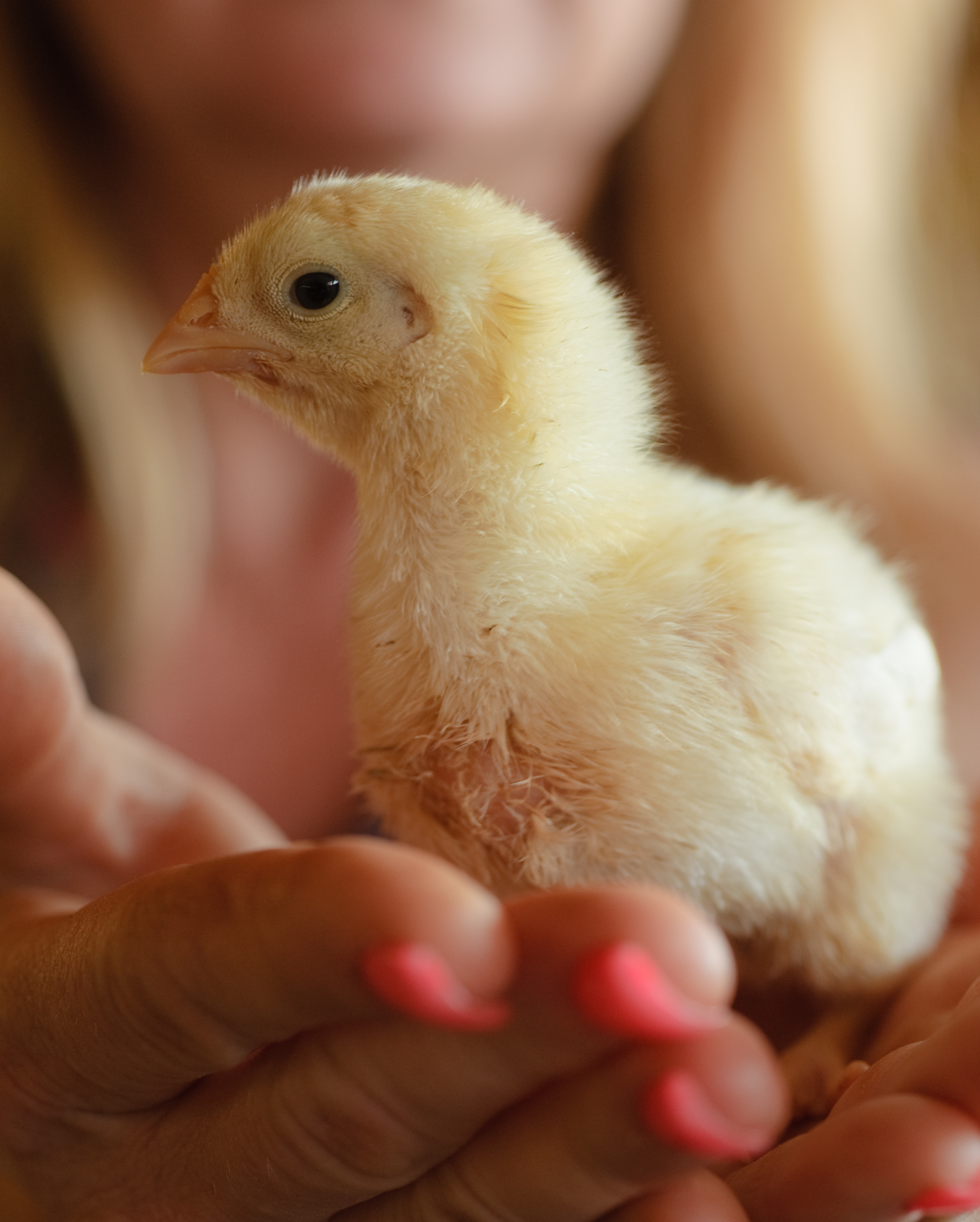
جوجه گوشتی یک روزه

جوجهٔ گوشتی، سویه‌هایی از جوجه‌های مرغ و خروس است که برای تولید گوشت و تخم‌گذاری پرورش داده می‌شوند. جوجه‌های گوشتی یکی از فراوان‌ترین حیوانات اهلی هستند و بیشترین جمعیت را به نسبت جوجه‌های دیگر پرندگان دارند.

## تاریخچهٔ اهلی‌سازی و پرورش

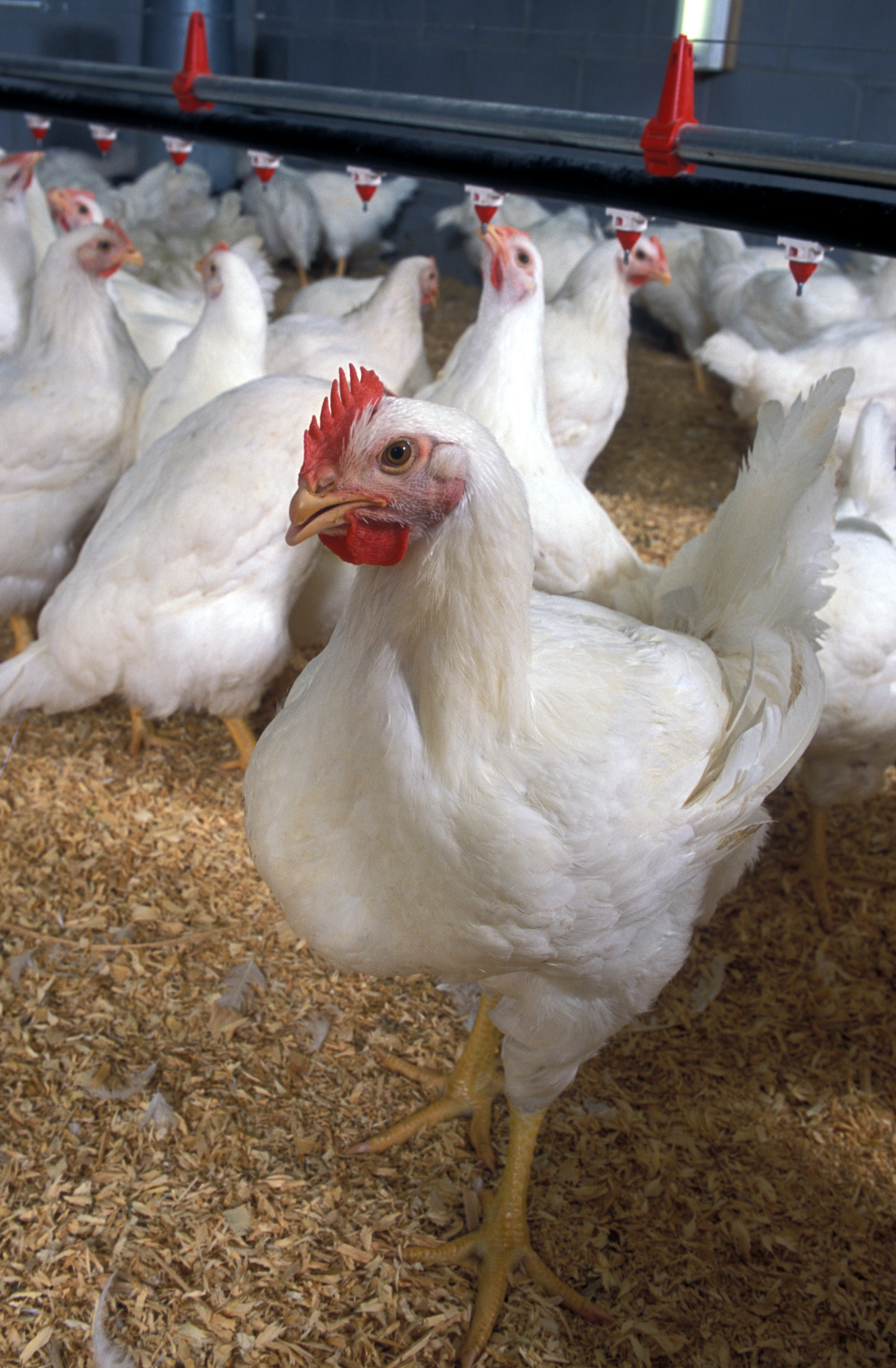
جوجه گوشتی بالغ تجاری

در ابتدا خروس‌ها برای جنگیدن با همدیگر در آسیا، آفریقا و اروپا پرورش داده می‌شدند و توجه اندکی به تولید تخم‌مرغ و گوشت آن‌ها می‌شد. قبل از توسعهٔ نژادهای تجاری گوشتی، جوجه خروس‌ها به عنوان جوجه گوشتی مورد استفاده قرار می‌گرفتند. پرورش و اصلاح نژاد جوجه‌های گوشتی در سال ۱۹۱۶ صورت گرفت.
سویهٔ ترکیبی جوجه‌های گوشتی از تلاقی جوجه خروس کورنیش و جوجه مرغ پلیموت سفید تولید شد این سویه اولین تلاش برای به دست آوردن یک سویه به خصوص گوشتی بود که در دههٔ ۱۹۳۰ معرفی گردید.

## نژادهای گوشتی
از مهم‌ترین نژادهای گوشتی می‌توان به موارد زیر اشاره نمود.

### پلیموث راک
نژاد پلیموث راک (Plymouth Rock) اولین بار در سال ۱۸۲۹ در بوستون آمریکا، به معرض نمایش گذاشته شد. معتقدند که اصلیت این پرنده‌ها و هویت آن‌ها از دست رفته‌است؛ و این نوع مرغ مخلوطی از چند نژاد است. اولین و برجسته‌ترین آمیزش، آمیزش خروس دومینیکو با کوشین سیاه یا مرغ جاوای سیاه است که خاستگاه اولیهٔ آن پاتنام در کنتیکت است. این نژاد در اولین استانداردهای آمریکایی طیور در سال ۱۸۷۴ پذیرفته شد. این نژاد همیشه به خاطر پرهای استثنایی و در هم محبوب بوده‌است. اگر از فاصلهٔ نزدیک به پرهای این مرغ نگاه شود، مشاهده خواهد شد که انتهای همهٔ پرها سیاه رنگ است. نژاد پلیموث راک نقره‌ای که خاستگاه آن نیویورک است از آمیزش برهمایی تیره‌رنگ و ویندوت نقره‌ای به وجود آمده‌است.

### کورنیش

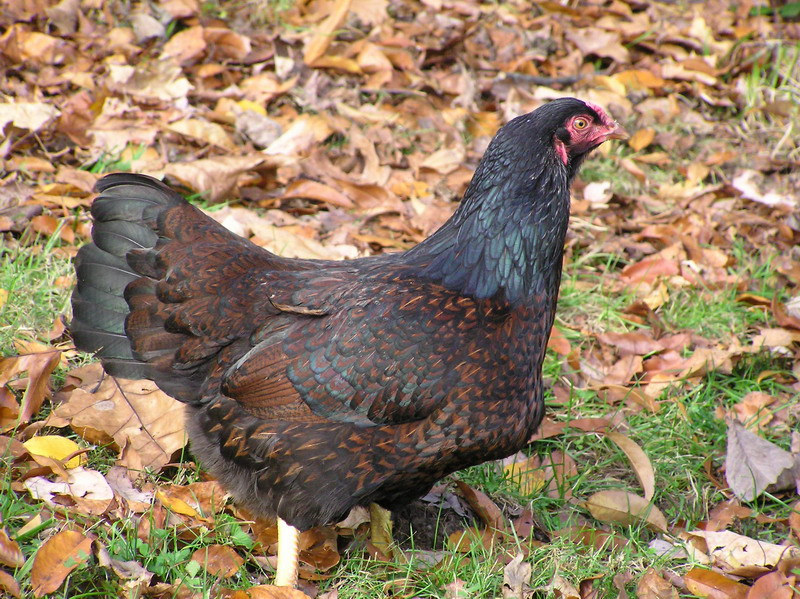
مرغ نژاد کورنیش

کورنیش از اختلاط نژادهای آسل، مالایی و نژاد جنگی انگلیسی و کورنیش جنگی هندوستان به وجود آمده‌است. دارای شانهٔ پهن، اندام نسبتاً بلند، سینهٔ وسیع و برجسته و دست و پای بلند است. این نژاد از نظر رنگ، به سه رنگ سفید، سیاه و قرمز است.

### کوشین
اصل این نژاد از چین و از ناحیهٔ شانگهای است، به همین دلیل به آن شانگهای نیز گفته می‌شود. این نژاد دارای بدنی سنگین بوده و در ساق پا پرهای فراوانی دارد. رشد سینه کم و به طرف پایین کشیده‌است و پرها بلند و دور از یکدیگر هستند. تولید تخم‌مرغ در این نژاد به دلیل تعداد زیاد کُرچی کم است.

## پرورش جوجه‌ها

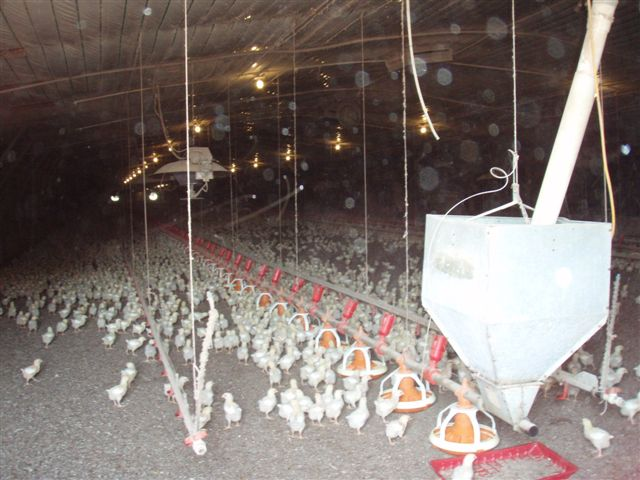
یک مرغداری صنعتی

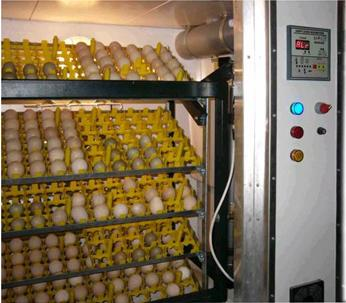
دستگاه جوجه‌کشی مصنوعی

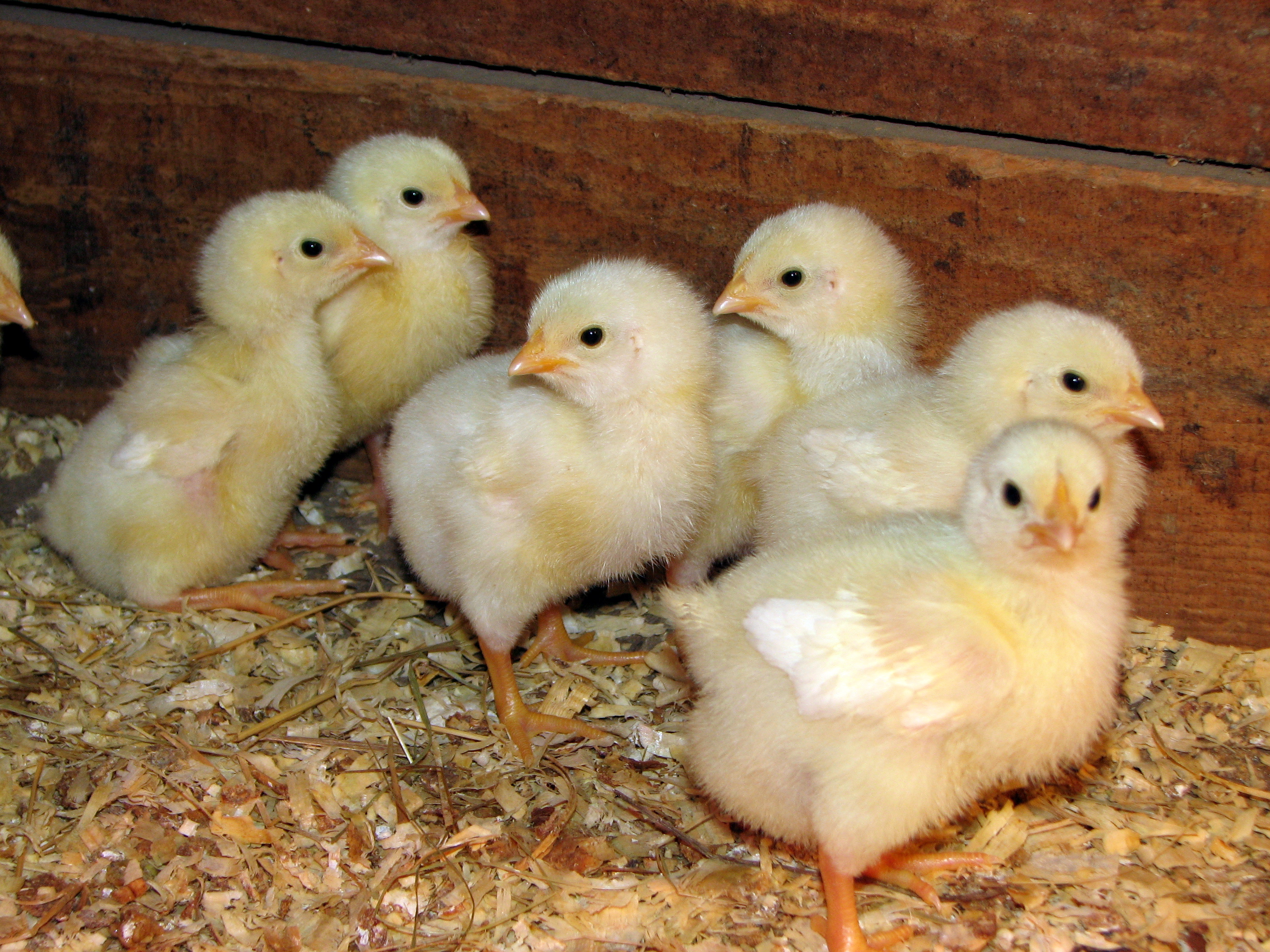
جوجه‌های پنج روزهٔ گوشتی

برای پرورش جوجه‌های گوشتی، جوجه‌های یک‌روزه از مرغ مادر گوشتی و جوجه‌کشی‌ها خریداری شده و سپس به مرغداری منتقل می‌شوند. به علت پرورش سریع جوجه‌های گوشتی که در عرض ۴۲ روز از وزن ۴۲ گرم به ۲۵۰۰ گرم می‌رسند، برنامه‌های پرورشی، تغذیه‌ای و بهداشتی به خصوصی در گله‌های پرورشی صورت می‌گیرد به طوری که پرورش سنتی آن قابل مقایسه با نوع صنعتی آن نیست.
در حال حاضر 10 درصد جوجه یک روزه گوشتی در اردبیل توسط شرکت آرتا جوجه سبلان به مدیر عاملی حاج قدرت حاج نوری که به عنوان بزرگترین تولید کننده مرغ کشور می باشد.
محل مزرعهٔ پرورش طیور باید به نحوی انتخاب شود که در اطراف آن تراکم واحدهای پرورش دام و طیور کم باشد و همچنین با مراکز مرتبطی مانند جوجه‌کشی، کشتارگاه‌ها، مراکز فراوری ضایعات و پسماندهای دام و طیور و حتی واحدهای کشاورزی و خصوصاً گلخانه‌ای که از فضولات دام و طیور به‌عنوان کود استفاده می‌کنند و می‌توانند موجب انتقال عوامل بیماری‌زا شوند دارای فاصلهٔ مناسب باشند.
۲۴ ساعت قبل از ورود جوجه‌ها به سالن باید محل تخلیهٔ جوجه‌ها گرم شود. دمای مناسب جهت ۴۸ ساعت اول زندگی جوجه‌ها ۳۲ درجهٔ سانتی‌گراد در ارتفاع ۳۰ سانتی‌متری از کف سالن است. همچنین باید رطوبت کافی ۵۵ تا ۷۰ درصد نیز طی دورهٔ پرورشی تأمین شود. جوجه‌ها همیشه باید به آب تازه و تمیز دسترسی داشته باشند. منبع تأمین آب مصرفی یک مرغداری معمولاً چاه آب، مخزن ذخیرهٔ آب یا در مواردی لوله‌کشی آب تصفیه‌شدهٔ شهری است ولی به هر حال آب باید در یک منبع یا تانک بزرگ ذخیره شود. جهت تأمین فشار مناسب آب، تانک آب باید در محل مرتفعی مستقر گردد.

### تهویه
تأمین هوای تمیز و همچنین خروج هوای آلوده شدهٔ داخل سالن یکی از اصلی‌ترین اقدامات یک مرغداری است. در سالن‌ها به علت تراکم بالا و همچنین بالا بودن سرعت رشد مرغ و خروس همیشه تأمین اکسیژن مهم است. تهویهٔ مطلوب در سالن منجر به رسیدن به اهداف ذیل می‌گردد:
- کاهش دما
- کاهش رطوبت
- به حداقل رساندن گرد و غبار و بوی گازها
- کاهش گازهای مضر
- مهیا کردن اکسیژن برای تنفس

همچنین، عدم تهویهٔ مناسب نیز باعث به وجود آمدن برخی مشکلات مانند افزایش رطوبت بستر، افزایش درجه حرارت، استنشاق بوی آمونیاک و آسیب به شش‌ها و دستگاه تنفس، تعویق رشد، کاهش راندمان تبدیل غذایی و ضررهای اقتصادی می‌شود.

### برنامه نوری
در پرورش صنعتی جوجه‌های گوشتی میزان روشنایی و تاریکی سالن جدا از ساعات روز و شب تنظیم می‌شود. برنامهٔ نوری مناسب باعث بهبود عملکرد، کاهش مرگ و میر و بهبود ضریب تبدیل غذایی می‌شود. همچنین از بروز بیماری‌هایی مثل آسیت جلوگیری می‌نماید. از طرفی با اجرای برنامهٔ نوری مناسب و ایجاد روز و شب مصنوعی به علت شبیه کردن شرایط پرورش به حالت طبیعی، جوجه‌ها شاداب‌تر و سرزنده‌تر می‌شوند.
اهداف برنامهٔ نوری:
- بهبود قدرت زیست در پرندگان
- بهبود بازده غذایی
- بهبود رشد و رسیدن به اهداف وزن‌دهی مطلوب در گله
- کاهش مرگ و میر قلبی
- کاهش تلفات
- بهبود اشتها
- افزایش پتانسیل ژنتیکی در جهت بهبود ضریب تبدیل غذایی میزان رشد و محصول حاصل[۸]

یک برنامهٔ نوری مناسب باعث کاهش افزایش وزن روزانه در دوران آغازین می‌شود اما سپس با رشد جبرانی، وزن نهایی تفاوت معنی‌داری نمی‌کند. استفاده از محدودیت نوری باعث کاهش مصرف برق و کاهش جزئی هزینه‌ها می‌شود.
برنامهٔ نوری ارائه شده برای سویهٔ راس ۳۰۸
| سن (روز)       | طول دورهٔ روشنایی (ساعت) | طول دورهٔ تاریکی (ساعت) |
| -------------- | ----------------------- | ---------------------- |
| ۰–۶            | ۲۳                      | ۱                      |
| ۲۱–۷           | ۱۶                      | ۸                      |
| ۲۸–۲۲          | ۱۸                      | ۶                      |
| ۲۹روزگی تا مرگ | ۲۳                      | ۱                      |

## خوراک و جیرهٔ غذایی
رشد سریع طیور نیاز به پروتئین را در آن‌ها افزایش می‌دهد. پروتئین خوراک طیور به نوع طیور، سن و مرحلهٔ تولید آن‌ها بستگی دارد. میزان غذای مصرفی روزانهٔ طیور با میزان انرژی خوراک، مواد مغذی آن، سن، وزن بدن، دمای محیط و میزان تولید آن‌ها رابطهٔ مستقیم دارد. افزایش انرژی غذا موجب کاهش مصرف روزانهٔ آن می‌شود. در صورتی که نسبت انرژی به پروتئین در خوراک طیور در نظر گرفته نشود و پرنده غذای خود را تنها بر اساس انرژی تأمین نماید، میزان رشد طیور بر اثر کاهش پروتئین مصرفی کاهش می‌یابد. به‌طور کلی طیور به اندازه‌ای غذا می‌خورند که احتیاجات انرژی خود را تأمین کند که در این صورت خوراک دادن به‌صورت اختیاری یا آزاد امری غیرمنطقی نخواهد بود.
جیره باید به نحوی تنظیم شود تا خوراک مصرفی روزانه تمام احتیاجات مغذی حیوان را به نحو مطلوب تأمین کند. مواد تشکیل دهندهٔ جیرهٔ طیور مختلف عمدتاً شبیه به یکدیگر بوده و فقط نسبت مواد تشکیل دهندهٔ آن برای هر گروه از آن‌ها متفاوت است. احتیاجات مواد معدنی مانند کلسیم، فسفر، منگنز و روی در جوجه‌ها نسبتاً پایین است اما باید نسبت مناسب بین آن‌ها رعایت شود.
به علت سرعت رشد بالای جوجه‌های گوشتی، خوراک طیور بسیار با کیفیت است. انرژی خوراک آن‌ها نزدیک به ۳۲۰۰ کیلوکالری و پروتئین آن در حدود ۲۳ تا ۱۸ درصد است. طول دورهٔ پرورش، ۴۲ روز شامل دورهٔ آغازین (از روز اول تا پایان روز ۲۱) و دورهٔ رشد و پایانی (از روز ۲۲ تا پایان روز ۴۲) است.
یک نمونه جیرهٔ غذایی طیور
| اجزای جیره                  | دوره آغازین | دوره رشد |
| --------------------------- | ----------- | -------- |
| ذرت                         | ۵۲٫۹۰       | ۵۸       |
| کنجالهٔ سویا                 | ۳۲٫۵۰       | ۳۰       |
| گلوتن ذرت                   | ۵٫۶۰        | ۲٫۵۰     |
| پودر چربی                   | ۴٫۵۰        | ۵        |
| دی‌کلسیم فسفات               | ۱٫۶۷        | ۱٫۱۷     |
| پودر صدف                    | ۱٫۴۰        | ۱٫۴۵     |
| نمک                         | ۰٫۲۰        | ۰٫۱۷     |
| متیونین                     | ۰٫۱۵        | ۰٫۰۶     |
| لیزین                       | ۰٫۰۵        | ۰٫۱      |
| مکمل معدنی و ویتامین        | ۰٫۰۵        | ۰٫۰۵     |
| جوش شیرین                   | ۰٫۱۵        | ۰٫۱۵     |
| کوکسیدواستات (سالینومایسین) | ۰٫۰۵        | ۰٫۰۵     |

## بیماری‌ها

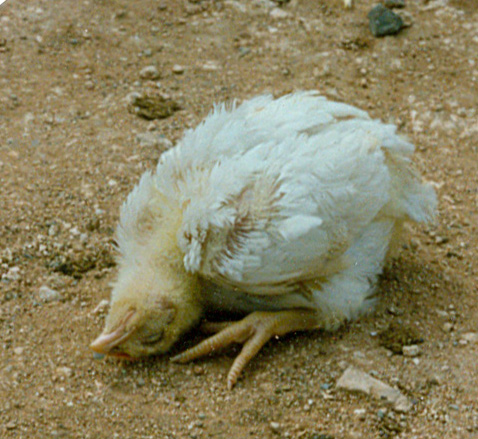
جوجهٔ مرده بر اثر نیوکاسل. چرخش سر از نشانه‌های این بیماری است.

### نیوکاسل
بیماری نیوکاسل یک بیماری ویروسی واگیر شایع در میان بسیاری از انواع پرندگان است که دستگاه تنفسی، دستگاه گوارشی، روده‌ها و دستگاه عصبی را درگیر می‌کند. این بیماری اولین بار در سال ۱۹۲۶ در نیوکاسل انگلستان تشخیص داده شد.
نیوکاسل یکی از مهم‌ترین بیماری‌های پرندگانی است که به‌صورت صنعتی و متراکم پرورش داده می‌شوند و گله‌های بسیاری از جوجه‌های گوشتی در صورت عدم واکسیناسیون با این بیماری درگیر می‌شوند. این بیماری در سال ۱۳۲۹ در ایران شناسایی شده‌است.

### بورس عفونی
بیماری بورس عفونی یا بیماری گامبورو، یک بیماری مسری در جوجه‌های جوان است که توسط ویروس گامبورو در سنین ۴ تا ۶ هفتگی ایجاد می‌شود. این بیماری در سال ۱۹۶۲ در گامبورو در ایالت دلاور ایالات متحده آمریکا کشف شد. این بیماری از لحاظ اقتصادی در صنعت طیور به‌علت کاهش مقاومت در برابر سایر بیماری‌ها و کاهش اثرات واکسیناسیون مهم است. در سال‌های اخیر یک سویهٔ بسیار بیماری‌زا از این ویروس باعث تلفات شدید و مرگ و میر در اروپا، آمریکای لاتین، جنوب شرق آسیا، آفریقا و خاورمیانه شده‌است.

### برونشیت
برونشیت عفونی طیور، بیماری ویروسی بسیار مُسری است که جوجه‌های زیر ۶ هفته به فرم تنفسی آن و مرغ‌های بالغ به فرم کاهش تولید تخم‌مرغ مبتلا می‌شوند. بیماری مخصوص ماکیان است و نژادهای مختلف ماکیان حساسیت متفاوتی دارند. فرمی از بیماری در قرقاول نیز دیده شده‌است.
علائم آن در جوجهٔ زیر ۶ هفته شامل ترشح از چشم و بینی، مصرف پایین آب و دان، دور هم جمع شدن، سرفه، عطسه، نفس‌نفس زدن، تنفس با دهان باز، سوت کشیدن و در نهایت مرگ در اثر خفگی است.

### کوکسیدیوز
عامل این بیماری تک‌یاخته‌ای به نام ایمریا است. گونه‌های متفاوتی از ایمریا شناخته شده‌است که دارای میزبان‌های اختصاصی هستند. ایمریاها در طبیعت فراوان هستند ولی بیماری هنگامی ایجاد می‌شود که تعداد بسیاری زیادی از پرندگان یک گونه در محلی نگه‌داری شوند و این امر باعث ایجاد تعداد زیادی ایمریا می‌شود که قادر به ایجاد بیماری هستند؛ بنابراین بیماری کوکسیدیوز در روش مرغداری وسیع و متراکم اهمیت زیادی دارد. گونه‌هایی که بیماری‌زایی بیشتری تولید می‌نمایند اغلب باعث اسهال می‌شود که ممکن است موکوئیدی یا خونی باشند. غالباً به همراه اسهال، دهیدراتاسیون به وجود می‌آید. متعاقب اسهال و دهیدراتاسیون، ژولیدگی پرها، کم‌خونی، بی‌حالی، ضعف، جمع کردن سر و گردن به طرف بدن و خواب‌آلودگی بروز می‌نماید.

### مارک
بیماری مارک، عفونتی است که توسط هرپس‌ویروس‌ها در جوجه‌ها ایجاد و به ندرت در بوقلمون‌ها مشاهده می‌شود.
این بیماری، به صورت‌های مختلفی بروز می‌کند:
عصبی: با نفوذ حاد ویروس به دستگاه عصبی مرکزی و اعصاب باعث سندرم کند شدن رشد جوجه‌های گوشتی می‌شود. همچنین سبب بروز فلج‌های زودگذر در بال‌ها و پاها شده و ضایعات چشم نیز دیده شده‌است.
احشایی: این نوع از بیماری، سبب بروز تومورهایی در قلب، ماهیچه‌ها، ریه‌ها و همچنین تخمدان‌ها می‌شود.
پوستی یا جلدی: در این نوع از بیماری، تومورهایی در فولیکول‌های پر دیده می‌شود.
علائم بیماری شامل، فلج پاها، بال‌ها و گردن، کاهش وزن، غیرعادی شدن مردمک چشم یا خاکستری شدن عنبیه، التهاب و همچنین زبر شدن پوست اطراف فولیکول‌های پر است.

### سندرم مرگ ناگهانی
مشکلی است که هنوز عامل و دلایل آن به‌طور قطعی پیدا نشده‌است اما احتمالاً به دلایل متابولیکی رخ داده و منجر به مرگ پرنده می‌شود. تشنج در هنگام مرگ و به پشت خوابیدن جوجه‌های مرده از نشانه‌های بیماری است. در کالبدگشایی، معده پر بوده و خون‌ریزی در ماهیچه‌ها و کلیه‌ها دیده می‌شود.

## واکسیناسیون
واکسیناسیون به عنوان یکی از مهم‌ترین راه‌های پیشگیری از بیماری‌های ویروسی در صنعت طیور مطرح است. واکسیناسیون موجب فعال شدن دستگاه ایمنی بدن پرنده و در نتیجه افزایش ایمنی بدن در مقابل بیماری‌ها می‌گردد. صنعتی شدن پرورش طیور، افزایش تراکم نگه‌داری و استفاده از روش‌های مختلف جهت بالا بردن میزان تولید و افزایش ظرفیت‌های ژنتیکی طیور به منظور تولید بیشتر، باعث شده تا طیور به‌طور روزافزونی در معرض بیماری‌های ویروسی و باکتریایی قرار گیرند.
واکسن‌های مورد استفاده در طیور به سه گروه تقسیم می‌گردند:
- واکسن‌های زنده
- تخفیف حدت یافته
- واکسن‌های غیرفعال[۱۸]

### مکان پرورش مرغ گوشتی
در پرورش طیور گوشتی هدف، افزایش وزن و رشد سریع و کمترین تلفات است تا به سریع‌ترین زمان به بازار ارائه شوند. برای این کار فقط استفاده از نژاد و تغذیهٔ مناسب کفایت نمی‌کند. بلکه باید شرایط محیطی و رفاهی به بهترین شکل باشند. از این رو جایگاه احداث مرغداری باید شرایط جغرافیایی مناسبی داشته، ساختمان‌سازی ارزان تمام شود و شرایط گرمایشی و سرمایشی استاندارد باشد.
به‌طور کلی برای احداث مرغداری باید موارد زیر در نظر گرفته شوند :
1. انتخاب منطقه از نظر شرایط آلودگی و آب و هوایی
2. انتخاب زمین مناسب (قیمت مناسبی داشته باشد – در مسیر سیل و آب نباشد – از نظر جذب آف و خشک بودن مناسب باشد – دسترسی جاده داشته باشد – حدفاصل‌های استاندارد با اطراف را داشته باشد)
3. نحوهٔ ساخت به شکلی که ساختمان ارزان تمام شود. (استفاده از مصالحی که ساخت‌وساز را منطقی کند)
4. تمامی امکانات رفاهی و بهداشتی به بهترین شکل ممکن ایجاد شود. (رطوبت، دما، بهداشت و نظافت سالن)
5. بررسی بادهای موسمی

## مراحل کشتار مرغ در کشتارگاه صنعتی

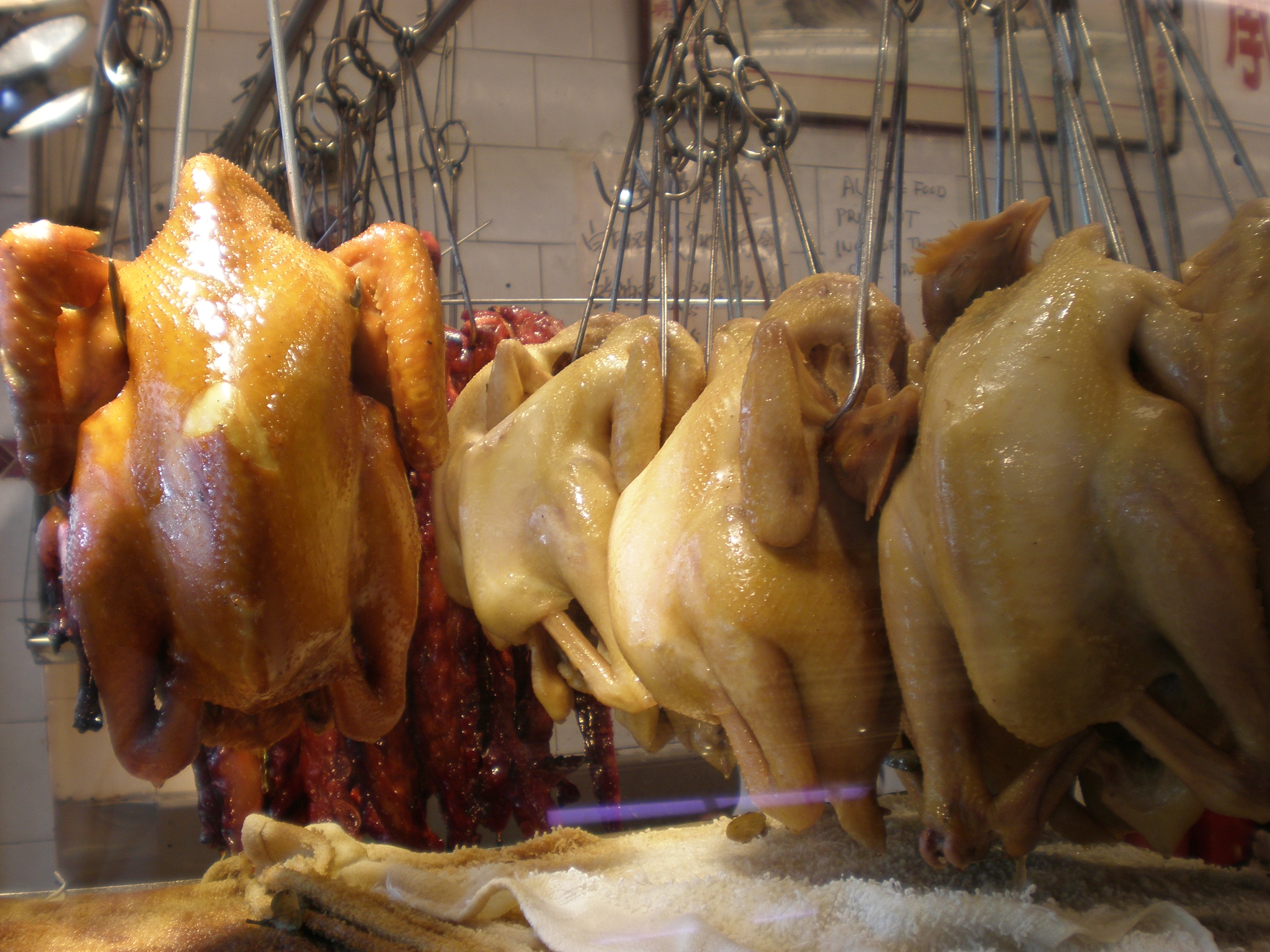
جوجه‌های گوشتی کشتار شده

- تخلیهٔ قفس‌ها از ماشین و قرار گرفتن قفس‌ها بر روی ریل برای اتصال مرغ‌ها بر روی قلاب
- شوکر
- سربری
- تونل خون
- دوش آب گرم قبل از ورود به اسکالدر
- ورود به ماشین اسکالدر
- ماشین پرکنی
- برش چینه‌دان
- بازکردن شکم به کمک تفنگ برش مقعدگشا
- کله‌کن
- جداسازی روده از آلایشات مرغ
- شست‌وشوی مرغ بعد از جداسازی آلایشات
- ماشین پابر
- شست‌وشوی قلاب‌ها بعد از جدا شدن پا از مرغ
- چیلر
- ورود مرغ به چیلر اول
- ورود مرغ به چیلر دوم
- خروج مرغ از چیلر و اتصال آن به قلاب از ناحیهٔ بال و شست‌وشو برای ورود به آب‌چکان
- آب‌چکان
- وارد شدن به مراحل بسته‌بندی با استفاده از کلیپس
- شست‌وشوی قفس‌های حمل مرغ زنده
- تصفیهٔ آب استفاده شده در کشتارگاه در کلیه مراحل
- کوره لاشه‌سوز[۱۹]

## هورمون‌ها در پرورش جوجه‌های گوشتی
استفاده از هورمون‌ها در پرورش مرغ گوشتی در ایران صورت نمی‌گیرد و خبرها و گفته‌ها در مورد وجود مرغ‌های هورمونی شایعه‌ای بیش نیست. استفاده از هورمون‌ها در پرورش مرغ گوشتی از لحاظ اقتصادی به هیچ عنوان مقرون به صرفه نیست و رشد بالای سویه‌های گوشتی به علت عوامل ژنتیکی، تغذیه‌ای و بهداشتی این گله‌ها است.

## تولید جهانی
داده‌های اخیر نشان می‌دهد در سال ۲۰۲۰ نزدیک به ۱۱۰ میلیون تن گوشت در صنعت پرورش مرغ گوشتی تولید خواهد شد.

## پرورش جوجهٔ گوشتی در ایران
داده‌های مرکز آمار ایران نشان می‌دهد، ۱۵٬۲۰۷ مرغداری گوشتی در سال ۱۳۸۸ در ایران فعال بوده‌است که ظرفیت پرورش ۲۶۰ میلیون قطعه جوجه را دارند. تعداد جوجه‌های یک‌روزهٔ ریخته شده در سال ۱۳۸۷، ۸۷۳٬۷۰۴ قطعه بود.

## نگارخانه

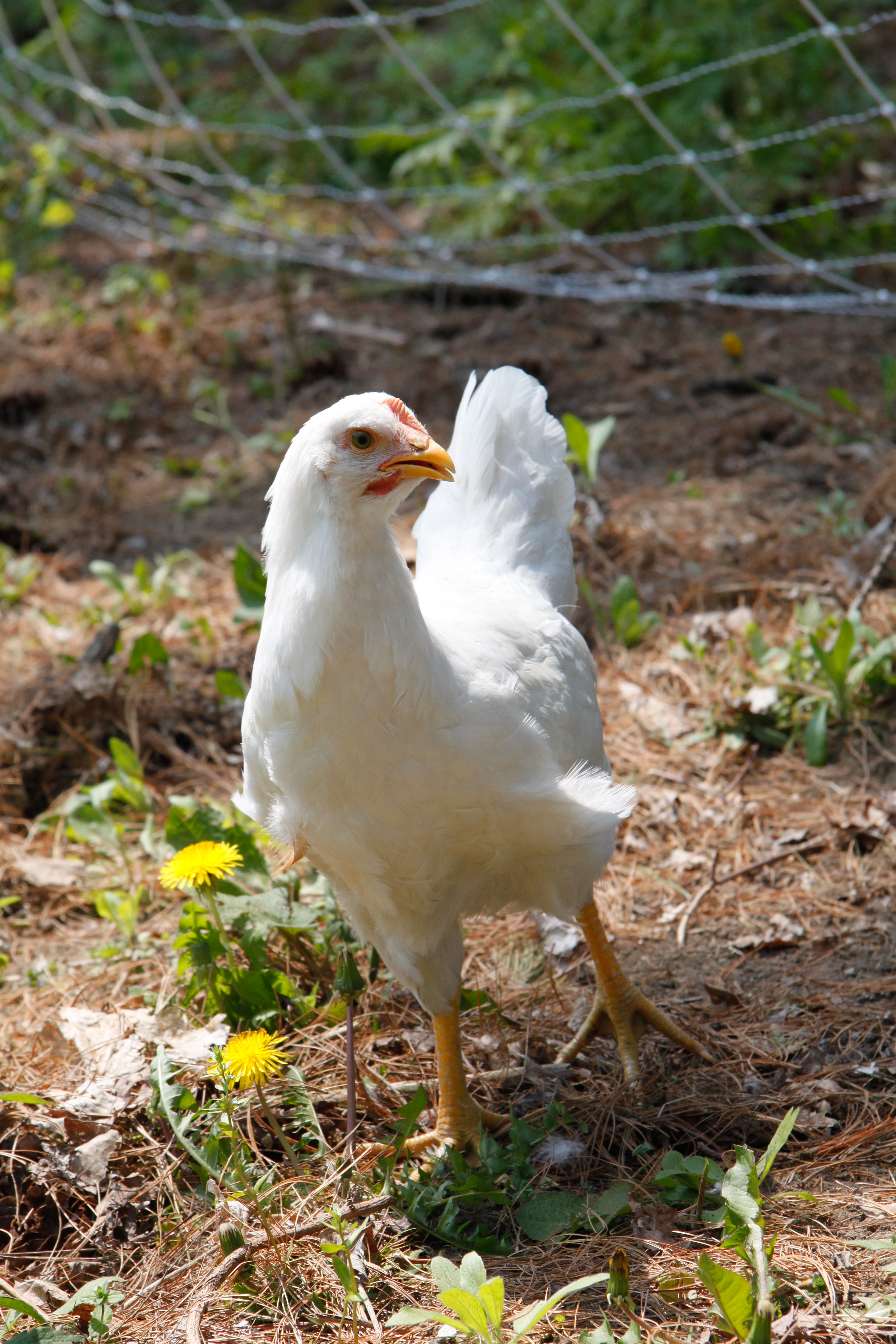
جوجهٔ پلیموث راک سفید
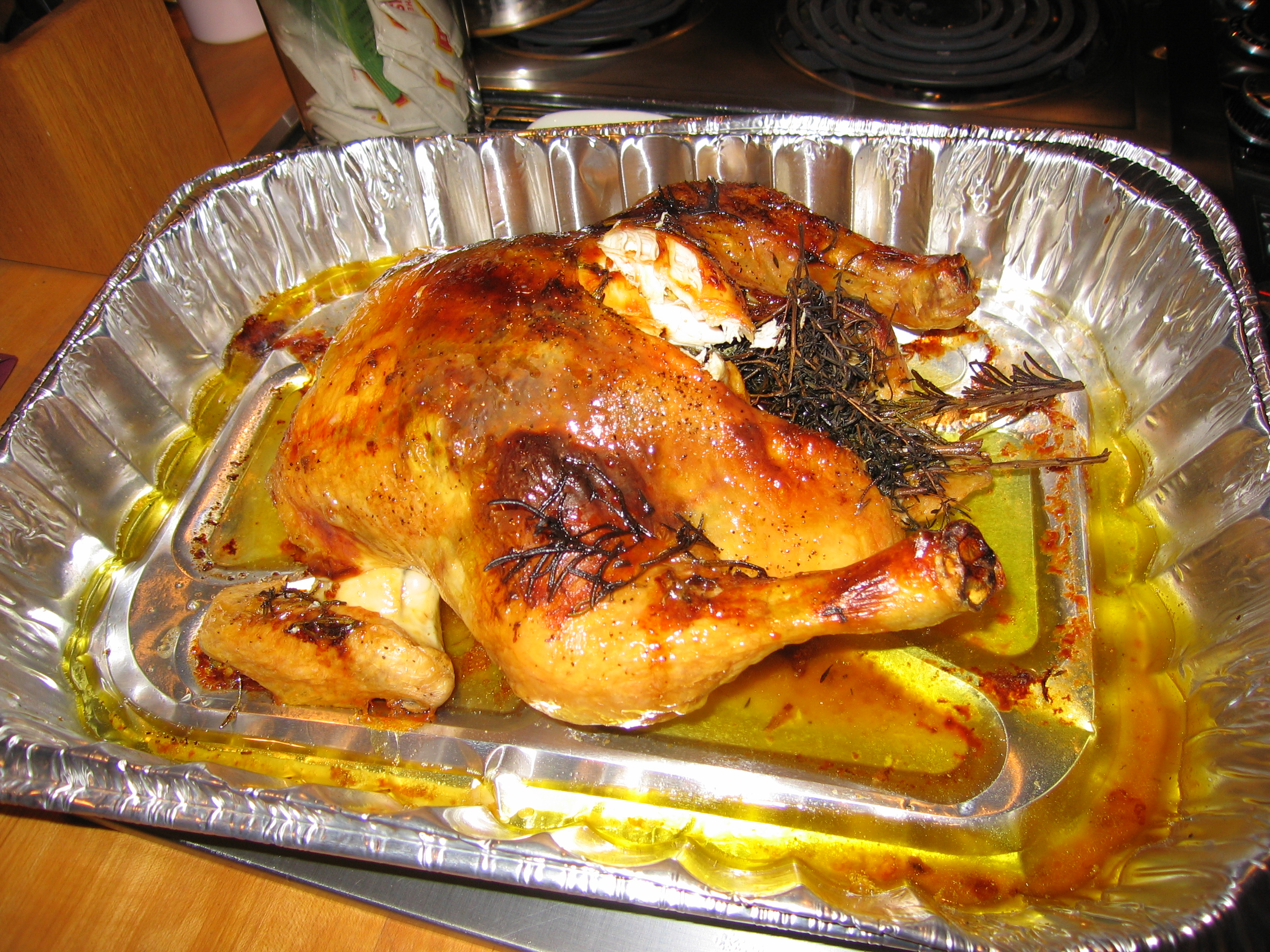
مرغ پخته
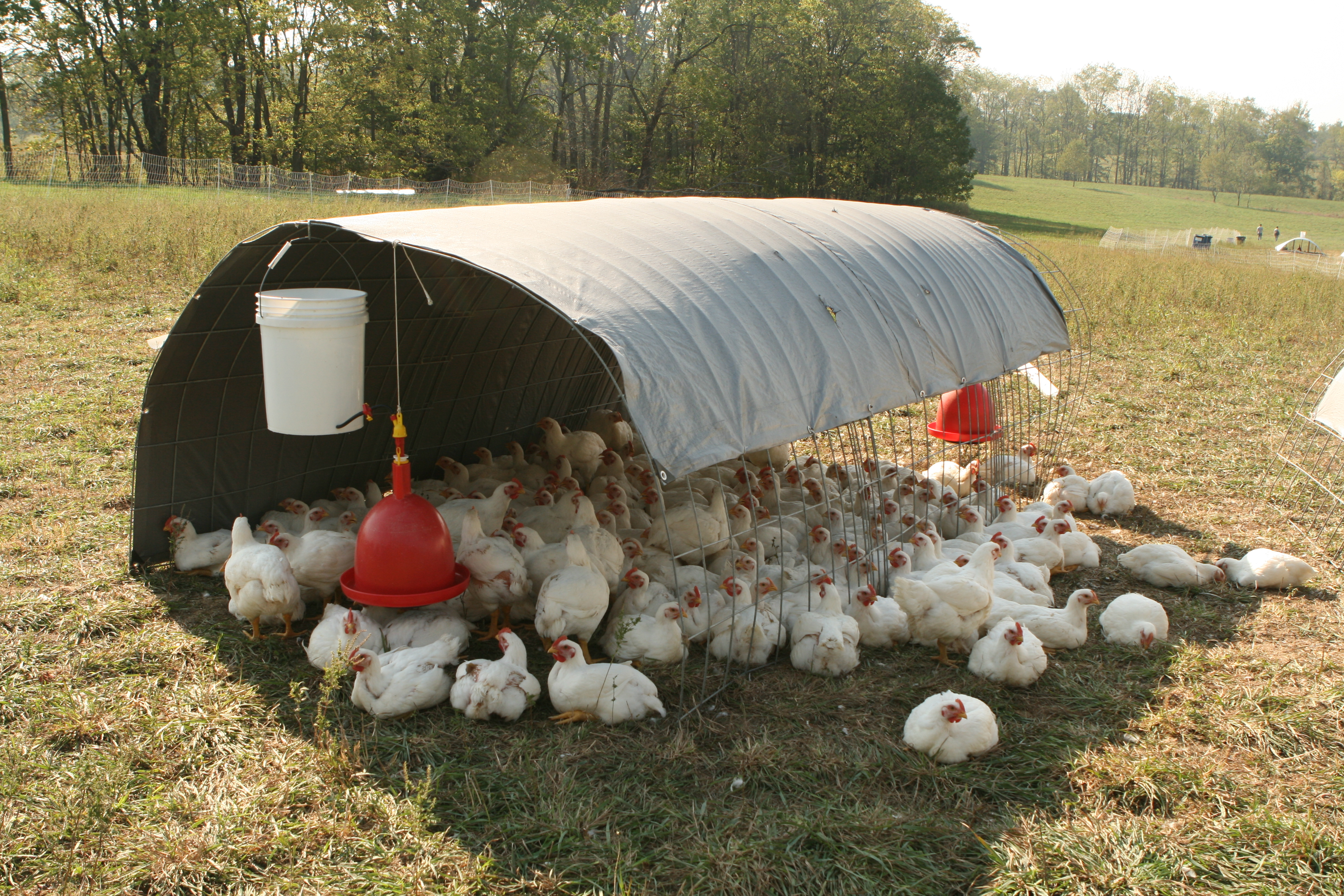
مزرعهٔ پرورش طیور به روش آزاد
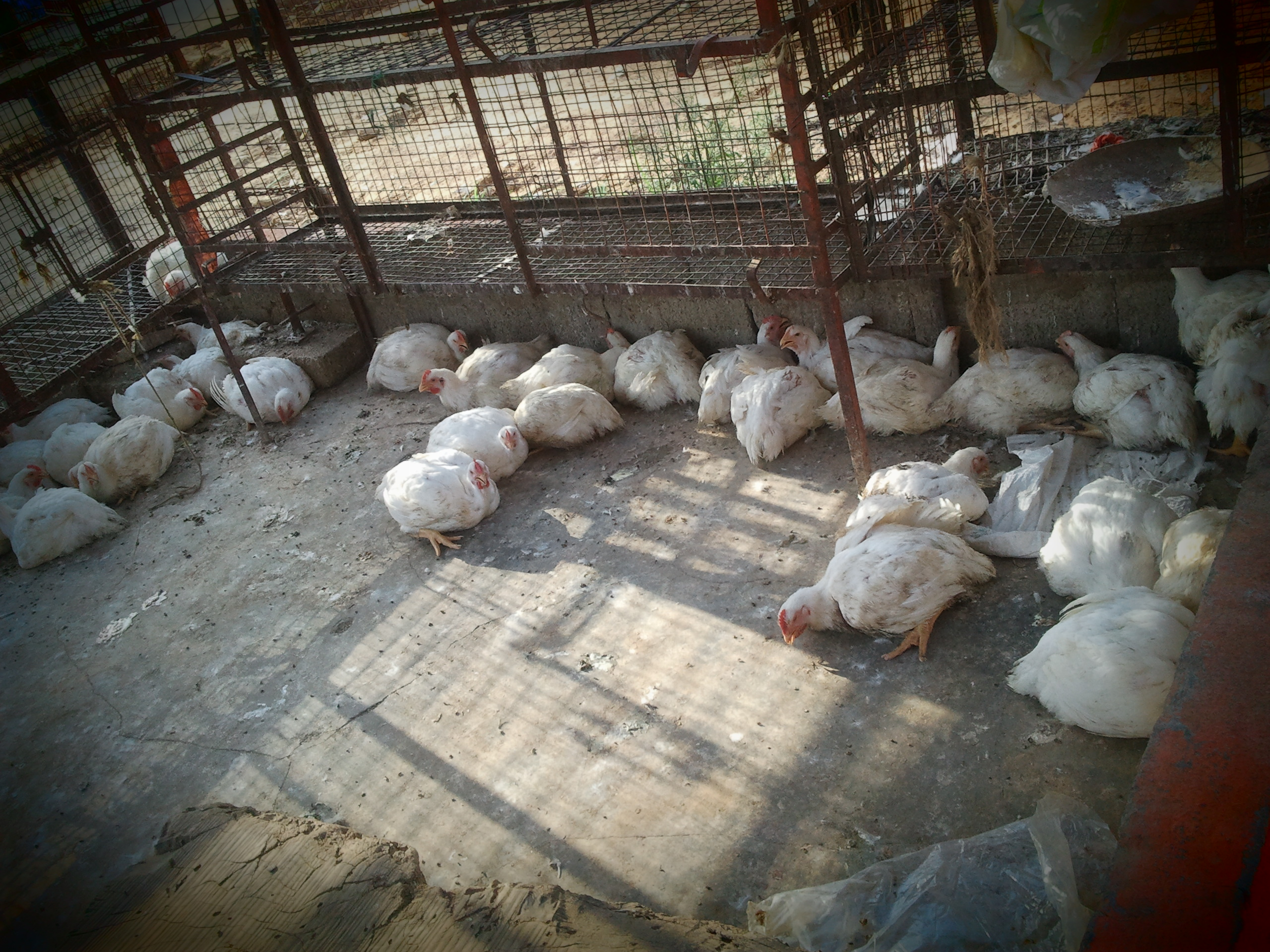
محل نگه‌داری مرغ‌ها در هند
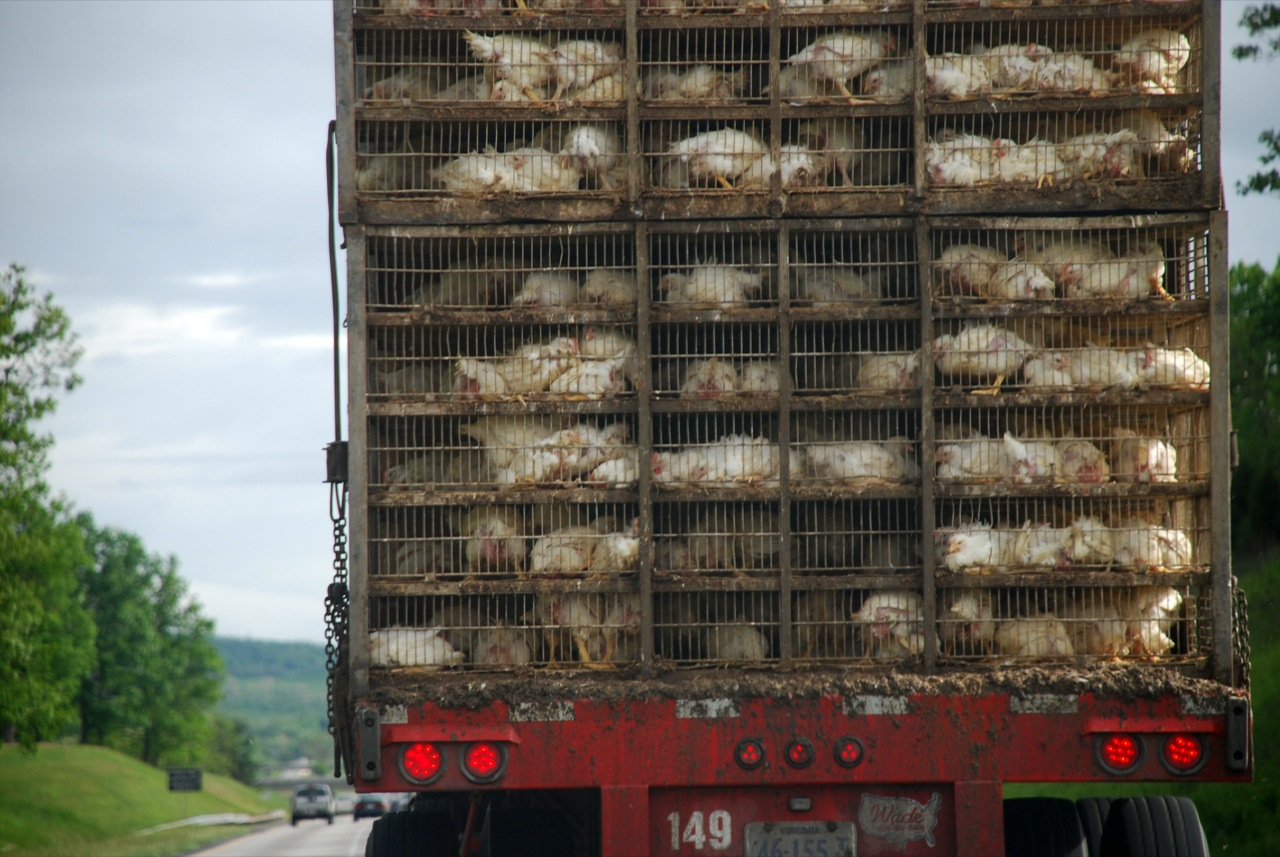
کامیون حمل مرغ‌ها
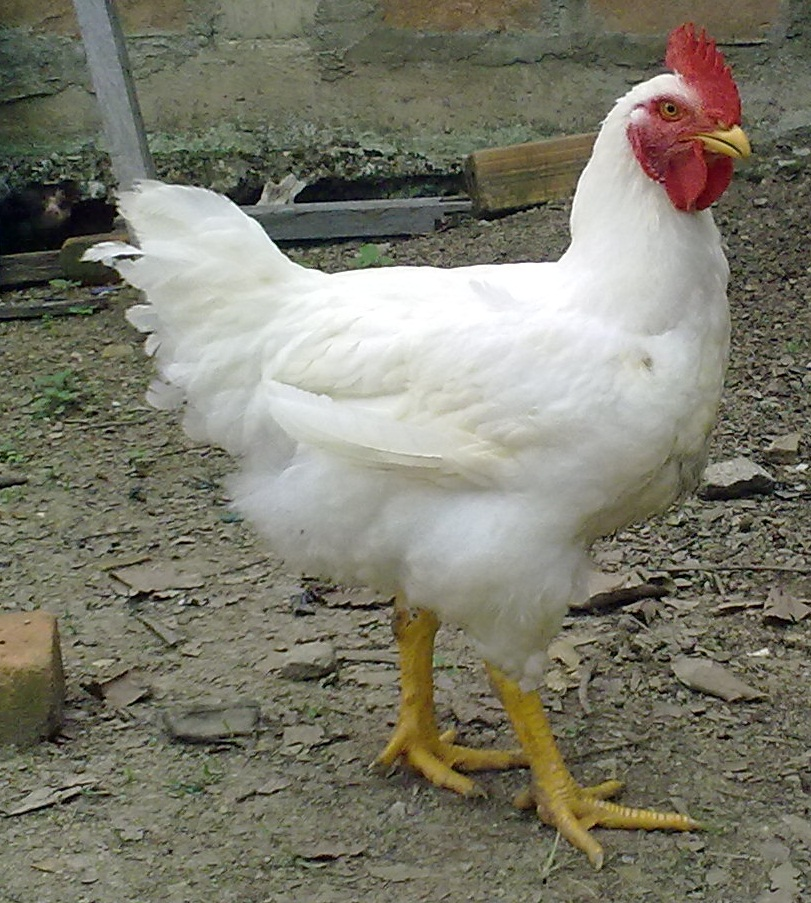
مرغ گوشتی